# 226
| [ Edytuj tabelę ] |                                             |
| Władca Korei      | - 197 Sansang 227                           |
| Papież            | - 217 Hipolit Rzymski 235 - 222 Urban I 230 |
| Król Partów       | - 208 Wologazes VI 228                      |
| Król Persji       | - 224 Ardaszir I 241                        |
| Cesarz Rzymu      | - 222 Aleksander Sewer 235                  |

Rok 226 / CCXXVI
stulecia: II wiek ~
III wiek ~
IV wiek

lata: 216 «
221 «
222 «
223 «
224 «
225 «
226
» 227
» 228
» 229
» 230
» 231
» 236

## Wydarzenia
- Ardaszir I zdobył Ktezyfon.
- Cao Rui został drugim cesarzem chińskiego państwa Wei.

## Urodzili się
- Wang Bi, chiński taoista, urzędnik w Wei (zm. 249).

## Zmarli
- 29 czerwca – Cao Pi, cesarz Wei (ur. ~187).
- św. Martyna (?) lub św. Tacjana.